# Herrera Fútbol Club
Maillots
Le Herrera Fútbol Club, plus couramment abrégé en Herrera FC, est un club panaméen de football fondé en 2016 et basé dans la ville de Chitré.

## Histoire

### Naissance de l'Azuero FC

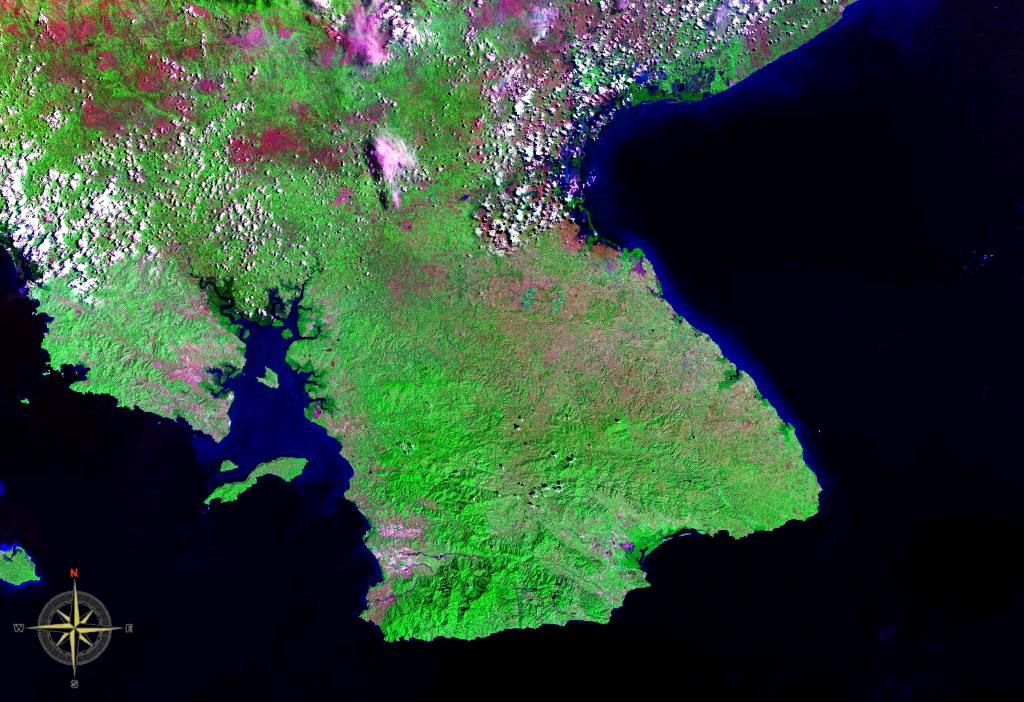
Chitré est situé sur la côte ouest de la péninsule d'Azuero.

Fondé le 5 juillet 2016 sous le nom d'Azuero Fútbol Club, le club commence ses activités en Liga de Ascenso, la deuxième division panaméenne après que des hommes d'affaires de la péninsule d'Azuero se soient réunis pour initier un retour du football dans la région. C'est donc à Chitré, capitale de la province d'Herrera, que la nouvelle équipe joue ses rencontres à domicile.
La disparition du Chepo FC à l'été 2016 entraîne son remplacement en Primera División par l'Atlético Veragüense qui retrouve ainsi l'élite. La place vacante en Liga de Ascenso est alors attribuée à l'Azuero FC pour sa saison inaugurale.
Après une première saison difficile au bas du classement sans aucune qualification pour la phase finale du championnat, l'Azuero FC termine deuxième des tournois d'ouverture et de clôture de la saison 2017-2018, sans néanmoins se rendre plus loin que les quarts de finale. Le fait marquant du passage du club en Liga de Ascenso est certainement sa finale disputée à l'issue du tournoi d'ouverture 2019 où l'équipe s'incline 2-0 face au SD Atlético Nacional,.

### Le Herrera FC en première division
Au terme du beau parcours de l'Azuero FC lors du tournoi d'ouverture 2019, les dirigeants du club décident de procéder à un changement d'identité en choisissant de délaisser la référence à la péninsule d'Azuero pour adopter un nom plus local et afin de représenter la province d'Herrera. Une campagne médiatique auprès des supporters sur les réseaux sociaux permet de dévoiler le logo et le nouveau nom, le Herrera Fútbol Club.
L'année 2020 est marquée par la pandémie de Covid-19 qui empêche la tenue d'un tournoi, tandis que la Liga de Ascenso entame une restructuration pour faire basculer son calendrier d'un modèle semestriel à un modèle annuel. Cette année morte est néanmoins mise à profit pour obtenir une promotion en Primera División pour la saison 2021. Alors que le championnat d'élite fait croître son nombre d'équipes participantes de dix à douze, le Herrera FC, en compagnie du Veraguas CD, est finalement retenu le 18 novembre 2020 pour évoluer au plus haut échelon national pour la première fois de son histoire en 2021.
Pour son premier tournoi en première division, le Herrera FC manque la qualification pour la phase finale de peu, un point séparant l'équipe du Veraguas CD, troisième et dernier qualifié dans la conférence Ouest. Dans le même groupe pour le tournoi de clôture 2021, le promu surprend ses adversaires et termine la phase de qualification au premier rang de la conférence, accédant ainsi à la phase finale. Opposé au Veraguas CD en demi-finale, la formation de Chitré l'emporte 2-1 au total des buts et rejoint le Tauro FC en finale nationale. Mais face à l'équipe de la capitale, quinze fois championne du Panama, le Herrera FC subit une défaite de 3-0 et termine sa première saison dans l'élite avec le statut de vice-champion.

## Stade du club

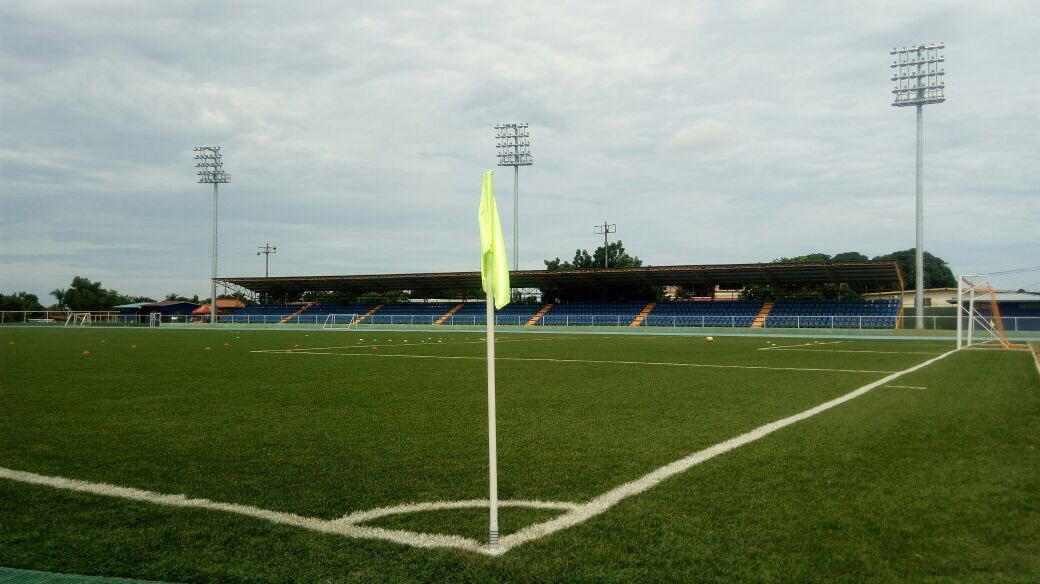
Los Milagros, stade du club.

Le Herrera FC joue ses rencontres à domicile au Stade Los Milagros de Chitré, souvent surnommé Los Milagros. Le stade, d'une surface synthétique, a une capacité de 1 000 spectateurs.

## Bilan sportif

### Palmarès
| Compétitions nationales                                                                                | Compétitions internationales |
| - Primera División - Vice-champion : Clausura 2021. - Liga de Ascenso - Vice-champion : Apertura 2019. | - Vierge                     |

### Bilan par saison
| Saison    | Division         | Tournoi       | Saison régulière                                              | Saison régulière                                              | Saison régulière                                              | Saison régulière                                              | Saison régulière                                              | Saison régulière                                              | Saison régulière                                              | Résultats                                                     | Résultats                                                     | Coupe du Panama (en) | CONCACAF     |
| Saison    | Division         | Tournoi       | M                                                             | V                                                             | N                                                             | D                                                             | BP                                                            | BC                                                            | Pts                                                           | Position                                                      | Phase finale                                                  | Coupe du Panama (en) | CONCACAF     |
| --------- | ---------------- | ------------- | ------------------------------------------------------------- | ------------------------------------------------------------- | ------------------------------------------------------------- | ------------------------------------------------------------- | ------------------------------------------------------------- | ------------------------------------------------------------- | ------------------------------------------------------------- | ------------------------------------------------------------- | ------------------------------------------------------------- | -------------------- | ------------ |
| 2016-2017 | Liga de Ascenso  | Apertura 2016 | 13                                                            | 3                                                             | 4                                                             | 6                                                             | 16                                                            | 18                                                            | 13                                                            | 13e/14                                                        | Non qualifié                                                  | Quart de finale      | Non qualifié |
| 2016-2017 | Liga de Ascenso  | Clausura 2017 | 13                                                            | 4                                                             | 3                                                             | 6                                                             | 15                                                            | 23                                                            | 15                                                            | 11e/14                                                        | Non qualifié                                                  | Quart de finale      | Non qualifié |
| 2017-2018 | Liga de Ascenso  | Apertura 2017 | 10                                                            | 5                                                             | 2                                                             | 3                                                             | 14                                                            | 13                                                            | 17                                                            | 2e/11                                                         | Quart de finale                                               | Non tenue            | Non qualifié |
| 2017-2018 | Liga de Ascenso  | Clausura 2018 | 10                                                            | 4                                                             | 4                                                             | 2                                                             | 10                                                            | 10                                                            | 16                                                            | 2e/11                                                         | Quart de finale                                               | Non tenue            | Non qualifié |
| 2018-2019 | Liga de Ascenso  | Apertura 2018 | 9                                                             | 1                                                             | 6                                                             | 2                                                             | 6                                                             | 8                                                             | 9                                                             | 8e/10                                                         | Demi-finale                                                   | Seizièmes de finale  | Non qualifié |
| 2018-2019 | Liga de Ascenso  | Clausura 2019 | 7                                                             | 1                                                             | 2                                                             | 4                                                             | 7                                                             | 12                                                            | 5                                                             | 7e/8                                                          | Non qualifié                                                  | Seizièmes de finale  | Non qualifié |
| 2019      | Liga de Ascenso  | Apertura 2019 | 8                                                             | 3                                                             | 4                                                             | 1                                                             | 12                                                            | 5                                                             | 16                                                            | 3e/9                                                          | Finale                                                        | Non tenue            | Non qualifié |
| 2020      | Liga de Ascenso  | Apertura 2020 | Tournoi annulé en raison de la restructuration du championnat | Tournoi annulé en raison de la restructuration du championnat | Tournoi annulé en raison de la restructuration du championnat | Tournoi annulé en raison de la restructuration du championnat | Tournoi annulé en raison de la restructuration du championnat | Tournoi annulé en raison de la restructuration du championnat | Tournoi annulé en raison de la restructuration du championnat | Tournoi annulé en raison de la restructuration du championnat | Tournoi annulé en raison de la restructuration du championnat | Non tenue            | Non qualifié |
| 2020      | Liga de Ascenso  | Clausura 2020 | Tournoi annulé en raison de la pandémie de Covid-19           | Tournoi annulé en raison de la pandémie de Covid-19           | Tournoi annulé en raison de la pandémie de Covid-19           | Tournoi annulé en raison de la pandémie de Covid-19           | Tournoi annulé en raison de la pandémie de Covid-19           | Tournoi annulé en raison de la pandémie de Covid-19           | Tournoi annulé en raison de la pandémie de Covid-19           | Tournoi annulé en raison de la pandémie de Covid-19           | Tournoi annulé en raison de la pandémie de Covid-19           | Non tenue            | Non qualifié |
| 2021      | Primera División | Apertura 2021 | 16                                                            | 4                                                             | 6                                                             | 6                                                             | 12                                                            | 16                                                            | 18                                                            | 4e/6 (O)                                                      | Non qualifié                                                  | Non tenue            | Non qualifié |
| 2021      | Primera División | Clausura 2021 | 16                                                            | 5                                                             | 9                                                             | 2                                                             | 20                                                            | 16                                                            | 24                                                            | 1er/6 (O)                                                     | Finale                                                        | Non tenue            | Non qualifié |
| 2022      | Primera División | Apertura 2022 | 16                                                            | 4                                                             | 9                                                             | 3                                                             | 20                                                            | 15                                                            | 21                                                            | 3e/6 (O)                                                      | Quarts de finale                                              | Non tenue            | Non qualifié |
| 2022      | Primera División | Clausura 2022 | 16                                                            | 2                                                             | 7                                                             | 7                                                             | 10                                                            | 28                                                            | 13                                                            | 5e/6 (O)                                                      | Non qualifié                                                  | Non tenue            | Non qualifié |

Source : Soccerway.com

## Logos du club

2016-2018
2019
L'actuel logo depuis 2020